# جرج مایکل
جرج مایکل (انگلیسی: George Michael؛ با نام تولد جورجیوس کریاکوس پنیاتو؛ ۲۵ ژوئن ۱۹۶۳ – ۲۵ دسامبر ۲۰۱۶) خواننده، ترانه‌نویس و تهیه‌کنندهٔ بریتانیایی بود. او یکی از پرفروش‌ترین موسیقی‌دانان تاریخ است که بین ۱۰۰ تا ۱۲۵ میلیون از آثارش را در جهان به فروش رسانده است. مایکل یکی از چهره‌های برجستهٔ موسیقی عامه‌پسند به‌شمار می‌رفت که به‌عنوان نیرویی خلاق در ترانه‌نویسی، اجرا و نمایش بصری مشهور بود.
مایکل در طول دوران کاری خود بیش از ۱۲۰ میلیون نسخه از آلبوم‌هایش را به فروش رساند و او را می‌توان یکی از پرفروشترین هنرمندان جهان در تمام دوران دانست که ۱۲ تک‌آهنگ انگلیسی و ۹ آلبوم انگلیسی و ده تک‌آهنگ آمریکایی و ۲ آلبوم آمریکایی داشته وبا آثاری چون نجوای بی‌پرواِ،  کریسمس پارسال و ایمان به موفقیت رسید. در سال ۲۰۰۸، مایکل در بیلبورد در رتبه ۴۰ از ۱۰۰ هنرمند برتر تاریخ قرار گرفت.
بسیاری او را مهم‌ترین خواننده بریتانیایی موسیقی پاپ در دهه ۱۹۸۰ میلادی می‌دانند که در کنار مایکل جکسون، مدونا و پرینس یکی از ستون‌های اصلی موسیقی پاپ آن دهه بود.
مایکل جوایز بسیاری را در طول ۳۰ سال خوانندگی خود کسب کرد:دو جایزه گرمی از نه بار نامزدی /سه بار جایزه MTV music /سه جایزه موسیقی بریتانیا و برنده بهترین گروه بریتانیا(wham)در سال ۱۹۸۵/سه جایزه موسیقی آمریکا.
مایکل، در سال ۱۹۹۸ همجنسگرایی خویش را آشکار ساخت و یک مبارز کنشگر حقوق دگرباشان و جمع‌آوری کمک‌های خیریه ایدز بود. در اواخر دهه ۱۹۹۰ و ۲۰۰۰ زندگی شخصی و مشکلات حقوقی باعث شد در سرخط خبرها باشد، زیرا در سال ۱۹۹۸ به خاطر رفتار شهوت آمیز در ملأ عام دستگیر شد و پس از آن برای چندین جرم مرتبط با مواد مخدر بازداشت شد. مستندی در سال ۲۰۰۵ به نام «داستان متفاوت» زندگی حرفه ای و شخصی وی را به تصویر کشید. سومین تور مایکل از سال ۲۰۰۶ به نام ۲۵ زنده آغاز و سپس طی سالهای ۲۰۰۶، ۲۰۰۷ و ۲۰۰۸ برگزار شد. شش سال بعد، وی واپسین کنسرت خود را در سال ۲۰۱۲ در Earls Court لندن اجرا کرد. در ساعات آغازین ۲۵ دسامبر ۲۰۱۶، مایکل در خانه‌اش در گورینگ-آن-تیمز، آکسفوردشر در ۵۳ سالگی درگذشت. گزارش پزشکی قانونی، مرگ وی را به دلایل طبیعی نسبت داد.

## تولد
جرج مایکل در ۲۵ ژوئن ۱۹۶۳ در شمال لندن به دنیا آمد پدرش Kyriacos Panayiotou یک مهاجر قبرسی-یونانی بود که در ۱۹۵۰ به انگلستان سفر کرد و نامش را به Jack Panos تغییر داد. مادرش انگلیسی بود.

## فعالیت حرفه‌ای

### آغاز فعالیت
در سال ۱۹۸۱، یعنی در سن ۱۸ سالگی به همراه دوست هم مدرسه‌ای‌اش، اندرو ریجلی و چند نفر دیگر گروهی به نام Executive را تشکیل داد که دوام چندانی نداشت و در همان سال به گروه دو نفره وام! (Wham) یکی از موفقیترین گروه‌های پاپ بریتانیایی در دهه هشتاد میلادی بدل شد.
در بین سال‌های ۱۹۸۲ تا ۱۹۸۶ گروه وام! چندین ترانه پرفروش از جمله «بیدارم کن قبل از اینکه بری-بری» روانه بازار کرد و جرج مایکل هم که ملودی و شعر بسیاری از ترانه‌های گروه از اوست، در سال ۱۹۸۵ جوایز آیور نوولو را به عنوان بهترین ترانه‌ساز سال دریافت کرد. یکی از ترانه‌های به‌یادماندنی آن دوران  کریسمس پارسال است که با وجود گذشت سال‌ها از انتشار آن، هر سال در ایام عید کریسمس از بسیاری از شبکه‌های رادیویی به گوش می‌رسد.

### آلبوم Faith
در اوسط دهه هشتاد میلادی گروه Wham از هم پاشید و جرج مایکل فعالیت انفرادی خود را آغاز کرد. او در سال ۱۹۸۷ اولین آلبوم خود را به نام ایمان (Faith) منتشر کرد که بعضی‌ها هنوز هم آن را بهترین آلبوم این خواننده بریتانیایی می‌دانند. جرج مایکل با عرضه این آلبوم بیش از همه سعی و امید داشت که آن وجه و چهره پیشین خود به عنوان عضوی از گروه Wham را که مورد علاقه نوجوان‌ها است تغییر داده و ثابت کند که به عنوان آهنگساز و ترانه‌سرا، حرفی جدی برای گفتن دارد.
بیشتر قطعات آلبوم "Faith" در قالب صفحه تک‌آهنگی نیز منتشر شدند و شش ترانه از این مجموعه حتی در آمریکا توانستند در صدر رده‌بندی ترانه‌های پرفروش روز قرار گیرند. خود آلبوم هم یک سال تمام در آمریکا جزء ترانه‌های پرفروش روز بود و تا سال ۲۰۰۰ هم در این کشور مجموعاً، بیش از ۱۰ میلیون بار به فروش رفت. در سال ۱۹۸۹ جرج مایکل با آلبوم 'Faith" به همراه دریافت جایزه گرمی برای بهترین آلبوم سال، سه جوایز موسیقی آمریکا جایزه بهترین خواننده مرد در سبک پاپ راک، جایزه بهترین هنرمند مرد در سبک Soul و R&B و جایزه بهترین آلبوم در سبک Soul و R&B را از آن خود کرد. این آلبوم با فروش بیش از ۲۵میلیون نسخه در جهان یکی از پر فروش‌ترین البوم‌های تاریخ موسیقی است.

### آلبوم Listen without prejudice
دومین آلبوم تکی جرج مایکل در سال ۱۹۹۰ تحت عنوان "بی تعصب گوش کن" "Listen without prejudice" به انتشار رسیدند. جرج مایکل خود برای تبلیغ این آلبوم در تلویزیون، کلیپی طرح‌ریزی کرد، اما به علت کثرت صحنه‌هایی برهنگی در این کلیپ، تلویزیون بریتانیا از پخش این آن خودداری کرد و تنها شبکه‌های تلویزیونی ایالات متحده آمریکا و استرالیا حاضر به پخش آن شدند.
این آلبوم سرانجام در ماه سپتامبر ۱۹۹۰ به بازار آمد. جرج مایکل در این قطعات سعی داشته که موسیقی ریتم اند بلوز را با موسیقی جاز، راک اند رول و موسیقی سول پیوند بزند. آلبوم "Listen without prejudice" در بریتانیا موفق شد، مقام اول رده‌بندی آلبوم‌های پرفروش روز را از آن خود کند و در ایالات متحده آمریکا در رده دوم جای بگیرد. از آن گذشته ترانه Praying for time از این آلبوم هم در بریتانیا در صدر ترانه‌های پرفروش روز قرارگرفت.
آلبوم Listen without prejudice با وجود این که با استقبال منتقدان روبرو شد، اما نتوانست از لحاظ میزان فروش به پای آلبوم قبلی برسد. ناگفته نماند که کلیپ ویدئوی یکی از ترانه‌های این آلبوم به اسم Freedom 90 با همکاری پنج تا از مانکن‌های معروف دنیا تهیه شد و با توجه به بعضی صحنه‌های برهنگی، شبکه تلویزیونی ام‌تی‌وی نخست از پخش این ویدئوکلیپ پرهیز کرد. اما پس از حذف ۵ ثانیه از آن سرانجام حاضر شد که این ترانه را پخش کند.

### همکاری با اندرو ریجلی و التون جان
در سال ۱۹۹۱ جرج مایکل در فسیتوال عظیم راک در ریو دو ژانیرو، بار دیگر با اندرو ریجلی، دوست قدیمی اش در گروه Wham روی صحنه رفت و شایعه از سرگیری فعالیت‌های این گروه دو نفره سر زبان‌ها افتاد. اما در همان حد شایعه ماند و تحقق پیدا نکرد. در همان سال، جرج مایکل ترانه‌ای دوصدایی با التون جان منتشر کرد به نام Don't let the sun go down on me که در بریتانیا و ایالات متحده آمریکا، در راس رده‌بندی ترانه‌های پرفروش روز جای گرفت و درآمد بدست آمده از آن هم به سازمان‌های خیریه اهدا شد.

### همکاری با کویین
درسال ۱۹۹۲ یک سال بعد از درگذشت ستاره موسیقی فردی مرکوری، اعضای باقیمانده کویین تصمیم به برگزاری کنسرت بزرگداشت فردی مرکوری کردند.
ستاره‌های زیادی از جمله گانز اند روزز، التون جان، دیوید بویی، لایزا، متالیکا، اکستریم و … در این کنسرت شرکت داشته و به اجرا پرداختند.
جرج مایکل هم در این کنسرت حضور داشت و آهنگ‌هایی از جمله somebody to love و ۳۹' را اجرا کرد.

### آلبوم Five Live
در سال ۱۹۹۳ جرج مایکل آلبوم کوچکی متشکل از شش قطعه به انتشار رسوند به نام Five Live که با یاری لیسا استنسفیلد و اعضای باقی‌مانده گروه پرآوازه کوئین تهیه شده بود. درآمد حاصل از این آلبوم موفق هم به سازمانی خیریه که در زمینه مبارزه با بیماری ایدز فعال است، اختصاص پیدا کرد.

#### درگیری حقوقی
در ۱۹۹۴ او تلاش کرد همه قراردادهای خود با شرکت سونی میوزیک را فسخ کند زیرا عملکرد آن را «برده‌داری حرفه‌ای» و استثمار هنرمندان می‌نامید. همچنین این شرکت را متهم کرد که برای آلبوم «بی‌تعصب گوش کن» به خوبی بازاریابی نکرده‌است. اما در دادگاه شکست خورد و مجبور شد به تعهدات خود در قبال سونی عمل کند و دو آهنگ دیگر برای این شرکت ضبط کند. بر اساس حکم دادگاه، قرارداد بین آن‌ها در سال ۱۹۹۵ فسخ شد و اعتبار آن به این ترتیب ۱۰ سال زودتر از موعد مقرر به پایان رسید.

#### آلبوم Older

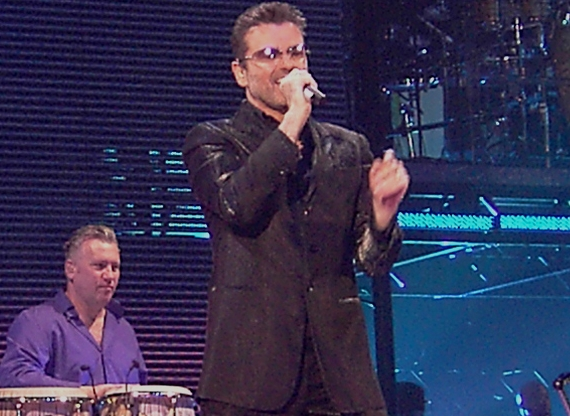
مایکل در حال اجرا کنسرت در سال ۲۰۰۶

پس از آن، جورج مایکل با شرکت دریم‌ورکس رکوردز و ویرجین رکوردز قرارداد بست و آلبوم بعدی خود را در سال ۱۹۹۶ به نام "پیرتر" "Older" منتشر کرد. این آلبوم از لحاظ سبک و حال و هوا با آلبوم‌های قبلی تفاوت داشته و رنگ و بوی موسیقی سول در آن به خوبی محسوس بود. جرج مایکل بسیاری از کارهای این آلبوم مانند شعر ترانه نوشت، آهنگ ساخت، تنظیم کرد، نوازندگی خیلی از سازها را خود انجام داد و تا اندازه زیادی هم نقش تهیه‌کننده را ایفا کرد. منتقدان در مجموع نظری مثبت دربارهٔ آلبوم "Older" نداشتند، اما این آلبوم در بین دوستداران پاپ، به ویژه طرفداران خود جرج مایکل مورد استقبال قرار گرفت و از لحاظ فروش هم موفق بود. علی‌رغم نقدهای منفی، آلبوم Older چندین جایزه صفحه طلایی و پلاتین دریافت کرد و یکی از قطعات این آلبوم به نام "Jesus to a child" و "Fast love" که در قالب سی دی تک‌آهنگی به بازار آمد، در بریتانیا قله رده‌بندی ترانه‌های پرفروش روز را فتح کرد. اما فروش این آلبوم در آمریکا به یک میلیون نسخه هم نرسید.

### المپیک ۲۰۱۲
مایکل در اختتامیه بازی‌های المپیک تابستانی ۲۰۱۲ در لندن آهنگ تازه‌ای از خود به نام «نور سفید» (The white light) را اجرا کرد. او در این ترانه دربارهٔ تجربه نزدیک شدنش به مرگ می‌گوید.

## درگذشت
وی در تاریخ ۲۵ دسامبر ۲۰۱۶ در منزلش در گورینگ آن تمز آکسفوردشر و در خواب درگذشت. او ۵۳ ساله بود و علت مرگ در هنگام اعلامِ خبر درگذشتش، مشخص نبود. مدیر برنامه‌اش اظهار داشت که او دچار نارسایی قلب شده‌است.آزمایش‌های بیشتری انجام شد تا یک کارشناس ارشد علت درگذشت او را ناشی از علل طبیعی و نارسایی قلبی دانست.

## مراسم بزرگداشت
در مراسم جایزه گرمی ۲۰۱۷ و در حضور برترین خوانندگان جهان ادل در اجرایی تأثیرگذار یکی از ترانه‌های او را به نام Fastlove اجرا کرد.
سپس کریس مارتین در مراسم بریت اواردز ۲۰۱۷ با اجرای آهنگ Different corner از جرج مایکل به خواننده فقید ادای احترام کرد.

### واکنش‌ها دربارهٔ مرگ جرج مایکل
اندرو ریجلی دوست قدیمی و خواننده دیگر گروه وام! در واکنش به درگذشت جورج مایکل گفت که با درگذشت او «دلشکسته» شده‌است.

#### التون جان
التون جان هم در صفحه اینستاگرام خود نوشت که؛ درگذشت «دوست عزیز و بسیار مهربان و بخشنده» او را در شوک عمیقی فرو برده‌است.
جیمز کوردن
من جرج مایکل را تا زمانی که به خاطر میاوردم دوست داشته‌ام، او همیشه جلوتر از زمان بود.
الن دی جنرس
من در مورد درگذشت دوستم جرج مایکل شنیدم، اون چنین استعداد درخشانی بود، بسیار غمگینم.

## درگذشت خواهر
در اتفاقی عجیب خواهر بزرگ جُرج مایکل «ملانیا» در سومین سالگرد درگذشت برادرش ۲۵ دسامبر ۲۰۱۹ از دنیا رفت.
او طراحی لباس و صحنه ویدئوهای برادرش را بر عهده داشت و در تورهای جهانی کنسرت‌های جرج مایکل به همراه او بود.
مراسم خاکسپاری ملانیا هم به مانند برادرش کاملاً خصوصی و بدون پوشش خبری برگزار شد.

## کمک‌های بشر دوستانه
پس از مرگ او بسیاری از موسسات خیریه نشان دادند که جرج مایکل در طول سال‌های گذشته به آن‌ها کمک کرده
بنیانگذار و رئیس یکی از موسسات خیریه گفته‌است که مایکل در طول سال‌ها به آن‌ها میلیونها پوند به خاطر حمایت از کودکان و بیماران سرطانی و… اهدا کرده و می‌گوید او در سال ۱۹۹۶ امتیاز آهنگ Jesus to a child را برای حمایت از Terrence Higgins به خیریه اهدا کرده‌است.

## آلبوم‌ها
- ایمان (۱۹۸۷)
- بی‌تعصب بشنو (۱۹۹۰)
- پیرتر (۱۹۹۶)
- ترانه‌هایی از سده پیشین (۱۹۹۹)
- شکیبایی (۲۰۰۴)